# Рорбахграбен (Берн)
Рорбахграбен (нем. Rohrbachgraben BE) — коммуна в Швейцарии, в кантоне Берн.
Входит в состав округа Аарванген. Население составляет 438 человек (на 31 декабря 2006 года). Официальный код — 0339.

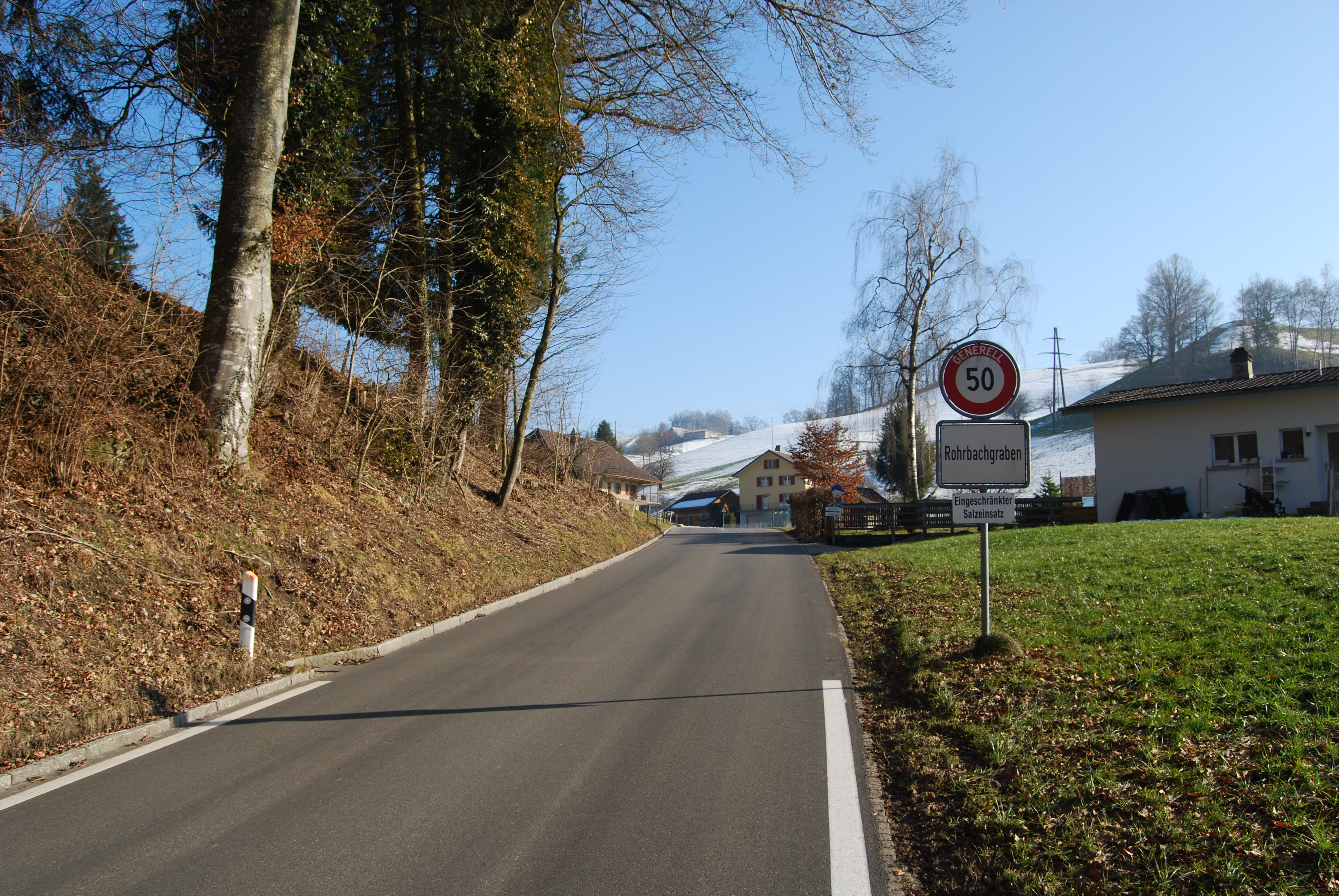
Рорбахграбен